# Jason Collins
Jason Paul Collins (Northridge, Kalifornija, 2. prosinca 1978.) američki je profesionalni košarkaš. Igra na poziciji centra, a trenutačno je član NBA momčadi Boston Celticsa. Izabran je u 1. krugu (18. ukupno) NBA drafta 2001. od strane Houston Rocketsa.

## NBA karijera
Izabran je kao 18. izbor NBA drafta 2001. od strane Houston Rocketsa. Međutim, na sam dan drafta, Collins je mijenjan u New Jersey Netse. Kao novak, u sezoni 2001./02., zajedno s Richardom Jeffersonom i Jasonom Kiddom, odigrao je značajnu ulogu u ostvarivanju prvog NBA finala u povijesti franšize Netsa. Ipak pobijedu u NBA finalu odnijeli su, uvjerljivi, Los Angeles Lakersi koji su Netse svaladali rezultatom serije 4-0. U sezoni 2002./03. Collins je preuzeo mjesto startnog centra momčadi, te je ponovno pomogao momčadi ostvariti NBA finale. U NBA finalu su se susreli sa San Antonio Spursima koji su ih pobijedili rezultatom 4-2. Prije sezone 2004./05., Collins je potpisao petogodišnje produženje ugovora vrijedno 25 milijuna dolara. 4. veljače 2008. Collins je mijenjan u Memphis Grizzliese zajedno s novcem u zamjenu za Stromilea Swifta. Kasnije te godine, 26. lipnja, Collins je u velikoj zamjeni igrača mijenjan u Minnesota Timberwolvese. Nakon završetka sezone 2008./09. Collins je postao slobodan igrač te je 2. rujna 2009. potpisao za Atlanta Hawkse.

## NBA statistika

### Regularni dio
| Godina    | Klub       | Odig. uta. | Uta. poč. | Min. | 2P%  | 3P%  | Sl. bac.% | Skok. | Asist. | Ukr. lop. | Blok. | Poena |
| --------- | ---------- | ---------- | --------- | ---- | ---- | ---- | --------- | ----- | ------ | --------- | ----- | ----- |
| 2001./02. | New Jersey | 77         | 9         | 18.3 | .421 | .500 | .701      | 3.9   | 1.1    | .4        | .6    | 4.5   |
| 2002./03. | New Jersey | 81         | 66        | 23.5 | .414 | .000 | .763      | 4.5   | 1.1    | .6        | .5    | 5.7   |
| 2003./04. | New Jersey | 78         | 78        | 28.5 | .424 | .000 | .739      | 5.1   | 2.0    | .9        | .7    | 5.9   |
| 2004./05. | New Jersey | 80         | 80        | 31.8 | .412 | .333 | .656      | 6.1   | 1.3    | .9        | .9    | 6.4   |
| 2005./06. | New Jersey | 71         | 70        | 26.7 | .397 | .250 | .512      | 4.8   | 1.0    | .6        | .6    | 3.6   |
| 2006./07. | New Jersey | 80         | 78        | 23.1 | .364 | .000 | .465      | 4.0   | .6     | .5        | .5    | 2.1   |
| 2007./08. | New Jersey | 43         | 23        | 15.9 | .426 | .000 | .389      | 2.1   | .4     | .3        | .2    | 1.4   |
| 2007./08. | Memphis    | 31         | 3         | 15.7 | .508 | .000 | .526      | 2.9   | .2     | .4        | .6    | 2.6   |
| 2008./09. | Minnesota  | 31         | 22        | 13.6 | .314 | .000 | .464      | 2.3   | .4     | .3        | .4    | 1.8   |
| Ukupno    |            | 572        | 429       | 23.4 | .410 | .207 | .648      | 4.3   | 1.0    | .6        | .5    | 4.2   |

### Doigravanje
| Godina    | Klub       | Odig. uta. | Uta. poč. | Min. | 2P%  | 3P%  | Sl. bac.% | Skok. | Asist. | Ukr. lop. | Blok. | Poena |
| --------- | ---------- | ---------- | --------- | ---- | ---- | ---- | --------- | ----- | ------ | --------- | ----- | ----- |
| 2001./02. | New Jersey | 17         | 0         | 13.4 | .364 | .000 | .658      | 2.4   | .4     | .3        | .3    | 2.9   |
| 2002./03. | New Jersey | 20         | 20        | 26.5 | .363 | .000 | .836      | 6.3   | .9     | .6        | .6    | 5.9   |
| 2003./04. | New Jersey | 11         | 11        | 24.2 | .368 | .000 | .750      | 4.0   | 1.5    | .3        | .9    | 3.6   |
| 2004./05. | New Jersey | 4          | 4         | 32.0 | .235 | .000 | .375      | 6.5   | .3     | .5        | .0    | 2.8   |
| 2005./06. | New Jersey | 11         | 11        | 27.5 | .360 | .000 | .591      | 5.0   | .3     | .4        | .2    | 2.8   |
| 2006./07. | New Jersey | 12         | 12        | 27.4 | .571 | .000 | .364      | 3.3   | .2     | .6        | .2    | 2.3   |
| Ukupno    |            | 75         | 58        | 23.7 | .373 | .000 | .692      | 4.4   | .6     | .5        | .4    | 3.7   |

## Vanjske poveznice
- Profil na NBA.com
- Profil na Basketball-Reference.com